# Saint-Clément-de-la-Place
Saint-Clément-de-la-Place – miejscowość i gmina we Francji, w regionie Kraj Loary, w departamencie Maine i Loara.
Według danych na rok 2010 gminę zamieszkiwało 1 911 osób, a gęstość zaludnienia wynosiła 57 osób/km².